# Saliou Ciss
Saliou Ciss (Dakar, 15 september 1989) is een Senegalees voetballer die doorgaans speelt als linksback. In februari 2025 tekende hij voor EFAFC. Ciss maakte in 2012 zijn debuut in het Senegalees voetbalelftal.

## Clubcarrière
Ciss speelde in Senegal bij de voetbalacademie Diambars en werd daar gescout door het Noorse Tromsø. Bij de Noorse club zette hij zijn handtekening onder een verbintenis voor de duur van vier seizoenen. Hij maakte zijn debuut op 5 mei 2010, toen met 0–1 gewonnen werd van SK Brann. Ciss mocht in dit duel in de rust invallen voor Thomas Drage en elf minuten voor tijd werd de Senegalees weer gewisseld ten faveure van Mohammed Ahamed. In de zomer van 2013 maakte Ciss de overstap naar Valenciennes, dat circa een half miljoen euro betaalde voor de transfer. In zijn eerste seizoen in Frankrijk degradeerde de club naar de Ligue 2. Na nog drie jaargangen op dat niveau en acht competitiedoelpunten in het seizoen 2016/17 nam Angers de Senegalees over. Hij tekende voor drie jaar bij zijn nieuwe club. Drie competitiewedstrijden speelde Ciss in de eerste seizoenshelft, alvorens hij op huurbasis terugkeerde naar Valenciennes tot het einde van het seizoen 2017/18. In januari 2019 huurde Valenciennes de Senegalees opnieuw voor een halfjaar. Medio 2019 stapte Ciss transfervrij over naar AS Nancy, waar hij voor drie seizoenen tekende. Na die drie seizoenen vertrok hij en hij zat daarop tot februari 2025 zonder club, tot EFAFC hem contracteerde.

## Clubstatistieken
| Seizoen | Club           | Competitie  | Competitie | Competitie | Beker | Beker | Internationaal | Internationaal | Totaal | Totaal |
| Seizoen | Club           | Competitie  | Wed.       | Dlp.       | Wed.  | Dlp.  | Wed.           | Dlp.           | Wed.   | Dlp.   |
| ------- | -------------- | ----------- | ---------- | ---------- | ----- | ----- | -------------- | -------------- | ------ | ------ |
| 2010    | Tromsø         | Eliteserien | 13         | 0          | 1     | 0     | —              | —              | 14     | 0      |
| 2011    | Tromsø         | Eliteserien | 20         | 1          | 1     | 0     | 4              | 0              | 25     | 1      |
| 2012    | Tromsø         | Eliteserien | 23         | 1          | 5     | 1     | 3              | 0              | 31     | 2      |
| 2013    | Tromsø         | Eliteserien | 15         | 0          | 1     | 0     | 6              | 0              | 22     | 0      |
| 2013/14 | Valenciennes   | Ligue 1     | 23         | 0          | 2     | 0     | —              | —              | 25     | 0      |
| 2014/15 | Valenciennes   | Ligue 2     | 26         | 0          | 2     | 0     | —              | —              | 28     | 0      |
| 2015/16 | Valenciennes   | Ligue 2     | 14         | 0          | 2     | 0     | —              | —              | 16     | 0      |
| 2016/17 | Valenciennes   | Ligue 2     | 27         | 8          | 0     | 0     | —              | —              | 27     | 8      |
| 2017/18 | Angers         | Ligue 1     | 3          | 0          | 2     | 1     | —              | —              | 5      | 1      |
| 2017/18 | → Valenciennes | Ligue 2     | 9          | 2          | 1     | 0     | —              | —              | 10     | 2      |
| 2018/19 | Angers         | Ligue 1     | 0          | 0          | 0     | 0     | —              | —              | 0      | 0      |
| 2018/19 | → Valenciennes | Ligue 2     | 18         | 0          | 0     | 0     | —              | —              | 18     | 0      |
| 2019/20 | AS Nancy       | Ligue 2     | 18         | 5          | 3     | 0     | —              | —              | 21     | 5      |
| 2020/21 | AS Nancy       | Ligue 2     | 27         | 5          | 0     | 0     | —              | —              | 27     | 5      |
| 2021/22 | AS Nancy       | Ligue 2     | 23         | 1          | 1     | 0     | —              | —              | 24     | 1      |
| Totaal  | Totaal         | Totaal      | 259        | 23         | 21    | 2     | 13             | 0              | 293    | 25     |

Bijgewerkt op 16 juni 2025.

## Interlandcarrière
Ciss maakte zijn debuut in het Senegalees voetbalelftal op 14 november 2012, toen met 1–1 gelijkgespeeld werd tegen Niger. Issa Modibo Sidibé opende de score namens Niger, waarna Sadio Mané voor de gelijkmaker zorgde. Ciss mocht van bondscoach Mayacine Mar in de basis beginnen en hij werd na zevenenzestig minuten gewisseld ten faveure van Abdoulaye Ba. De andere debutanten dit duel waren Victor Demba Bindia (Sandefjord Fotball) en Malick Mane (Sogndal IL). Ciss werd in mei 2018 door bondscoach Aliou Cissé opgenomen in de selectie van Senegal voor het wereldkampioenschap in Rusland.
| Interlands van Saliou Ciss voor Senegal | Interlands van Saliou Ciss voor Senegal | Interlands van Saliou Ciss voor Senegal | Interlands van Saliou Ciss voor Senegal | Interlands van Saliou Ciss voor Senegal | Interlands van Saliou Ciss voor Senegal | Interlands van Saliou Ciss voor Senegal |
| №                                       | Datum                                   | Wedstrijd                               | Uitslag                                 | Competitie                              | Goals                                   |                                         |
| Als speler bij Tromsø                   | Als speler bij Tromsø                   | Als speler bij Tromsø                   | Als speler bij Tromsø                   | Als speler bij Tromsø                   | Als speler bij Tromsø                   | Als speler bij Tromsø                   |
| --------------------------------------- | --------------------------------------- | --------------------------------------- | --------------------------------------- | --------------------------------------- | --------------------------------------- | --------------------------------------- |
| 1                                       | 14 november 2012                        | Niger – Senegal                         | 1 – 1                                   | Vriendschappelijk                       |                                         |                                         |
| Als speler bij Valenciennes             |                                         |                                         |                                         |                                         |                                         |                                         |
| 2                                       | 31 mei 2014                             | Colombia – Senegal                      | 2 – 2                                   | Vriendschappelijk                       |                                         |                                         |
| 3                                       | 13 oktober 2015                         | Algerije – Senegal                      | 1 – 0                                   | Vriendschappelijk                       |                                         |                                         |
| 4                                       | 13 november 2015                        | Madagaskar – Senegal                    | 2 – 2                                   | WK 2018 kwalificatie                    |                                         |                                         |
| 5                                       | 17 november 2015                        | Senegal – Madagaskar                    | 3 – 0                                   | WK 2018 kwalificatie                    |                                         |                                         |
| 6                                       | 3 september 2016                        | Senegal – Namibië                       | 2 – 0                                   | AK 2017 kwalificatie                    |                                         |                                         |
| 7                                       | 8 oktober 2016                          | Senegal – Kaapverdië                    | 2 – 0                                   | WK 2018 kwalificatie                    |                                         |                                         |
| 8                                       | 12 november 2016                        | Zuid-Afrika – Senegal                   | 2 – 1                                   | WK 2018 kwalificatie                    |                                         |                                         |
| 9                                       | 8 januari 2017                          | Libanon – Senegal                       | 1 – 2                                   | Vriendschappelijk                       |                                         |                                         |
| 10                                      | 11 januari 2017                         | Congo-Brazzaville – Senegal             | 0 – 2                                   | Vriendschappelijk                       |                                         |                                         |
| 11                                      | 23 januari 2017                         | Senegal – Algerije                      | 2 – 2                                   | AK 2017                                 |                                         |                                         |
| 12                                      | 28 januari 2017                         | Senegal – Kameroen                      | 0 – 0                                   | AK 2017                                 |                                         |                                         |
| 13                                      | 27 maart 2017                           | Senegal – Ivoorkust                     | 1 – 1                                   | Vriendschappelijk                       |                                         |                                         |
| Als speler bij Angers                   |                                         |                                         |                                         |                                         |                                         |                                         |
| 14                                      | 2 september 2017                        | Senegal – Burkina Faso                  | 0 – 0                                   | WK 2018 kwalificatie                    |                                         |                                         |
| 15                                      | 5 september 2017                        | Burkina Faso – Senegal                  | 2 – 2                                   | WK 2018 kwalificatie                    |                                         |                                         |
| 16                                      | 10 november 2017                        | Zuid-Afrika – Senegal                   | 0 – 2                                   | WK 2018 kwalificatie                    |                                         |                                         |
| 17                                      | 14 november 2017                        | Senegal – Zuid-Afrika                   | 2 – 1                                   | WK 2018 kwalificatie                    |                                         |                                         |
| 18                                      | 31 mei 2018                             | Luxemburg – Senegal                     | 0 – 0                                   | Vriendschappelijk                       |                                         |                                         |
| 19                                      | 1 juli 2019                             | Kenia – Senegal                         | 0 – 3                                   | AK 2019                                 |                                         |                                         |
| Als speler bij AS Nancy                 |                                         |                                         |                                         |                                         |                                         |                                         |
| 20                                      | 17 november 2019                        | Swaziland – Senegal                     | 1 – 4                                   | AK 2021 kwalificatie                    |                                         |                                         |
| 21                                      | 9 oktober 2020                          | Marokko – Senegal                       | 3 – 1                                   | Vriendschappelijk                       |                                         |                                         |
| 22                                      | 5 juni 2021                             | Senegal – Zambia                        | 3 – 1                                   | Vriendschappelijk                       |                                         |                                         |
| 23                                      | 8 juni 2021                             | Senegal – Kaapverdië                    | 2 – 0                                   | Vriendschappelijk                       |                                         |                                         |
| 24                                      | 1 september 2021                        | Senegal – Togo                          | 2 – 0                                   | WK 2022 kwalificatie                    |                                         |                                         |
| 25                                      | 7 september 2021                        | Congo-Brazzaville – Senegal             | 1 – 3                                   | WK 2022 kwalificatie                    |                                         |                                         |
| 26                                      | 9 oktober 2021                          | Senegal – Namibië                       | 4 – 1                                   | WK 2022 kwalificatie                    |                                         |                                         |
| 27                                      | 12 oktober 2021                         | Namibië – Senegal                       | 1 – 3                                   | WK 2022 kwalificatie                    |                                         |                                         |
| 28                                      | 11 november 2021                        | Togo – Senegal                          | 1 – 1                                   | WK 2022 kwalificatie                    |                                         |                                         |
| 29                                      | 14 november 2021                        | Senegal – Congo-Brazzaville             | 2 – 0                                   | WK 2022 kwalificatie                    |                                         |                                         |
| 30                                      | 14 januari 2022                         | Senegal – Guinee                        | 0 – 0                                   | AK 2021                                 |                                         |                                         |
| 31                                      | 18 januari 2022                         | Malawi – Senegal                        | 0 – 0                                   | AK 2021                                 |                                         |                                         |
| 32                                      | 25 januari 2022                         | Senegal – Kaapverdië                    | 2 – 0                                   | AK 2021                                 |                                         |                                         |
| 33                                      | 30 januari 2022                         | Senegal – Equatoriaal-Guinea            | 3 – 1                                   | AK 2021                                 |                                         |                                         |
| 34                                      | 2 februari 2022                         | Burkina Faso – Senegal                  | 1 – 3                                   | AK 2021                                 |                                         |                                         |
| 35                                      | 6 februari 2022                         | Senegal – Egypte                        | 0 – 0 (4 – 2 n.s.)                      | AK 2021                                 |                                         |                                         |
| 36                                      | 25 maart 2022                           | Egypte – Senegal                        | 1 – 0                                   | WK 2022 kwalificatie                    |                                         |                                         |
| 37                                      | 29 maart 2022                           | Senegal – Egypte                        | 1 – 0 (3 – 1 n.s.)                      | WK 2022 kwalificatie                    |                                         |                                         |
| 38                                      | 4 juni 2022                             | Senegal – Benin                         | 3 – 1                                   | AK 2023 kwalificatie                    |                                         |                                         |
| 39                                      | 7 juni 2022                             | Rwanda – Senegal                        | 0 – 1                                   | AK 2023 kwalificatie                    |                                         |                                         |

Bijgewerkt op 16 juni 2025.

## Erelijst
| Afrikaans kampioenschap | 1 | 2021 |